# Alkaline
Earlan Bartley (ur. 19 grudnia 1993 w Kingston), zawodowo znany jako Alkaline – jamajski muzyk wykonujący Dancehall i Reggae. Współpracował z tak znanymi artystami jak Akon, A Boogie wit da Hoodie czy Stefflon Don.

## Wczesne życie
Earlan urodził się 19 grudnia 1993 r. w szpitalu Victoria Jubilee w Kingston. Uczęszczał do Ardenne High School i studiował na kierunku media oraz komunikacja na University of the West Indies. W szkole średniej zaczął interesować się muzyką. Dzięki wsparciu jego bliskich przyjaciół miał możliwość odwiedzania po szkole lokalnych studiów nagraniowych, kiedy tylko miał okazję.

## Kariera

### 2011–2014: Początki kariery
Bartley rozpoczął nagrywać w wieku 16 lat i zaczął używać pseudonimu Alkaline. Jeszcze w szkole stworzył takie piosenki jak „Proof”, „Mi Love Woman”, „Reflections” i „Missing You”, które powoli zaczęły zyskiwać uznanie na lokalnej scenie muzycznej. Muzyk w swojej wczesnej twórczości często wyrażał swoje nastoletnie doświadczenia, kręcił też teledyski na terenie swojej szkoły i na ulicach Jamajki ze swoimi przyjaciółmi.
W późniejszym okresie rozpoczął współpracę z wytwórniami płytowymi Notnice Records i UIM Records i zyskał popularność na Jamajce dzięki serii singli, takich jak „123”, „High Suh”, „Bruk Out”, „Things Mi Love” i „Live Life”, ale jednak singlem z którego najbardziej wtedy zasłynął było „Move Mountains”. Następnie umieszczał te wszystkie single na wielu EP-kach i składankach w celu promocji swojej muzyki.

### 2015–2016: Przełom
W połowie 2015 roku Alkaline wkroczył na rynek międzynarodowy swoimi hitami „On Fleek (Love Yuh Everything)” i „Ride on Me (Remix)” z udziałem Seana Kingstona, konsekwentnie pracując nad swoim debiutanckim albumem New Level Unlocked.
W tym samym roku wydał dwa inne hity: „ATM” 30 września 2015 r. i „Champion Boy” 30 października 2015 r., które znalazły się na albumie New Level Unlocked. Album został wydany 25 marca 2016 roku pod szyldem DJ Frass Records, w kwietniu krążek zajmował pierwsze miejsce na liście Billboard Reggae Charts przez 18 tygodni, co uczyniło go pierwszym od pięciu lat muzykiem dancehall, którego album zajął pierwsze miejsce na listach przebojów. New Level Unlocked zajął 3. miejsce na liście „10 najlepszych albumów reggae 2016” magazynu Billboard. W tym samym roku wydał także wiele hitowych singli, takich jak „Formula”, „My Side of The Story”, „Block and Delete”, „After All”, „12 PM (Living Good), „Spoil You”, „Extra Lesson” i „Badness It Name”. We wrześniu 2016 roku po raz drugi był nominowany do nagrody MOBO w kategorii Best Reggae Act. Jego singel „Champion Boy” został wykorzystany w kampanii reklamowej Red Stripe Premier League. Wprowadził też na rynek swoją własną linię ubrań nazwaną Detta Gear. Wystąpił także w remiksie utworu „That Love” znanego piosenkarza Shaggy’ego 11 listopada 2016 r.

### 2017–2018: New Rules
Alkaline był uważany za jednego z lepszych młodych artystów w przestrzeni Dancehall, nie tylko ze względu na jego talent, ale także ogromną kontrowersyjność. Przez pewien czas był bardzo oddalony od Jamajki, skupiając się bardziej na scenie międzynarodowej. Z biegiem czasu zaczęli pojawiać się krytycy twierdzący, że opuścił on Jamajkę, biorąc pod uwagę fakt, że przez długi czas nie koncertował w swoim rodzinnym kraju.
Po trasie koncertowej promującej album, 25 marca 2017 roku Alkaline postanowił udowodnić, że krytycy się mylą, tworząc własny festiwal muzyczny o nazwie New Rules Festival, który organizował specjalnie w swoim kraju. Wydarzenie szybko stało się jednym z najbardziej oczekiwanych występów roku z udziałem tak uznanych jamajskich artystów jak Mavado, Shaggy, I-Octane, Tarrus Riley, Jahmiel i wielu innych. Wielu uczestników festiwalu stwierdziło, że „New Rules” to jeden z najwspanialszych występów dancehall w historii i na pewno przejdzie do historii tego gatunku.
W lipcu tego roku Alkaline wziął udział w największym corocznym festiwalu muzycznym Jamajki, Reggae Sumfest, na którym nie występował od 2014 roku; koncertował jako jeden z głównych wykonawców, wraz z Deanem Fraserem. 8 września 2018 r. Alkaline zorganizował drugi festiwal New Rules w Queens w stanie Nowy Jork.

### 2019–2022: Radio iFruit, Top Prize, współpraca z Givechy i rozwój festiwalu New Rules
Na początku grudnia 2019 r. singel Alkaline „With the Thing” pojawił się w grze wideo Grand Theft Auto V wraz z ścieżką dźwiękową „iFruit Radio”.
12 lutego 2021 roku Alkaline ogłosił swój drugi album studyjny Top Prize. Wraz z ogłoszeniem swojego drugiego albumu pojawił się w programie platformy Audiomack, co czyni go pierwszym jamajskim artystą dancehall, który pojawił się w serii Fine Tuned. Jego nowy album ukazał się 14 maja 2021 roku, a głównym singlem było „Ocean Wave”. Po pierwszym tygodniu sprzedaży album osiągnął 2. miejsce na liście Billboard Reggae Albums Charts, 19. miejsce na liście Heat Seekers Albums Charts i 56. miejsce w rankingu Top Current Album Sales co dało muzykowi miejsce 37. na liście wschodzących artystów magazynu Billboard.
27 marca 2022 r. Alkaline był główną gwiazdą na trzeciej edycji jego własnego festiwalu New Rules w amfiteatrze Miramar w Miami na Florydzie, wraz z nim wystąpili tacy artyści jak Mavado, Kranium i Wayne Wonder.
22 czerwca 2022 r. muzyka Alkaline została zaprezentowana podczas pokazu mody Givenchy w Paryżu we Francji, którego reżyserem był projektant mody Matthew M. Williams. W tym samym roku, 2 lipca, Alkaline powrócił z festiwalem New Rules do Kingston na Jamajce. W jego imieniu New Rules przekazało milion dolarów jamajskich na rzecz Jamajskiego Towarzystwa Niewidomych.

### 2023–obecnie: Kampania dla Givechy, The Ripple EFFX
9 stycznia 2023 r.  Alkaline wziął udział w globalnej kampanii reklamowej kolekcji Givenchy dla mężczyzn na wiosnę-lato 2023 r., prezentując najnowsze ubrania na zdjęciach wykonanych przez Matthew M. Williamsa. Ogłoszono, że Alkaline będzie twarzą kampanii SS23. Jego EP-ka The Ripple EFFX została wydana 9 grudnia 2022 roku i zdobyła tytuł EP roku podczas pierwszej corocznej nagrody Caribbean Music Awards 31 sierpnia 2023 roku.
Piąta edycja festiwalu New Rules powróciła do stanu Nowego Jorku w mieście Mount Vernon 3 września 2023 r., a wystąpili na niej tacy artyści jak Mavado, Charly Black, Skinny Fabulous i 450.

## Kontrowersje
Kiedy Alkaline po raz pierwszy osiągnął sukces na jamajskiej scenie dancehall w 2013 roku, stał się znany ze swojego charakterystycznego wyglądu, z rozjaśnioną skórą i blond dredami, ale najbardziej kontrowersyjne były jego rzekomo wytatuowane oczy. Wywołał spore zamieszanie wśród słuchaczy, twierdząc, że ma wytatuowaną rogówkę na gałkach ocznych. Czyn ten był chwalony przez jamajską opinię publiczną jako dobry chwyt reklamowy, Alkaline spotkał się z dużą reakcją na to kontrowersyjne posunięcie, ale zyskał przez to także nowych entuzjastów swojej muzyki. Stałym tematem większości jego muzyki w tamtym okresie był rok „2016”, który wywołał wiele intryg, ponieważ nigdy wyraźnie nie określił znaczenia tego roku. Kontynuował tę szaradę przez około 3 lata, aż w końcu ujawnił, że jego tatuaż i kontrowersyjny wygląd to tylko forma promocji swojej muzyki. Wkrótce ujawnił, że znaczenie roku 2016 polegało na tym, że dał sobie czas do tego roku, aby jego muzyka mówiła sama za siebie i nie potrzebował już chwytów reklamowych żeby zdobyć w jakichkolwiek mediach zasięg. Od tego czasu przestał nosić czarne soczewki kontaktowe zakrywające rogówkę które imitowały tatuaż.

## Dyskografia

### Albumy
- New Level Unlocked (2016)
- Top Prize (2021)

### Mixtape
- Problem Child The Mixtape (2013)
- Alkaline Mixtape (2014)
- Raw as Eva (2014)

### EP'ki
- Youngest and Di Baddest (2013)
- 123 EP (2014)
- Gone Away - EP (2014)
- F*ck You (2014)
- Ride or Die (2015)
- The Ripple EFFX (2022)